# Vignanello rosato
Il Vignanello rosato è un vino DOC la cui produzione è consentita nella provincia di Viterbo.

## Caratteristiche organolettiche
- colore: rosato più o meno intenso con riflessi violacei.
- odore: vinoso e delicatamente fruttato.
- sapore: secco, fresco e gradevole.

## Produzione
Provincia, stagione, volume in ettolitri
- nessun dato disponibile